# Paul Herzke
Paul Herzke (* 19. Mai 1852 in Culm; † 29. September 1934 in Fürstenberg/Havel) war ein deutscher Bäckermeister und Politiker der DDP.

## Leben
Herzke war Bäckermeister in Fürstenberg. Nach der Revolution von 1918 war er Vorsitzender des Bürgerrats in Fürstenberg. Er gehörte anschließend der Verfassunggebenden Landesversammlung in Mecklenburg-Strelitz an.